# ファイアーエムブレム (島田ひろかずの漫画)
- ファイアーエムブレム > ファイアーエムブレム 暗黒竜と光の剣 > ファイアーエムブレム (島田ひろかずの漫画)
- ファイアーエムブレム > ファイアーエムブレム 暗黒竜と光の剣 > ファイアーエムブレム グルニア城異聞 > ファイアーエムブレム (島田ひろかずの漫画)

『ファイアーエムブレム』は、島田ひろかずによる日本の漫画作品である。

## 概要
任天堂より1990年にファミリーコンピュータ用ゲームソフトとして発売された『ファイアーエムブレム 暗黒竜と光の剣』の、最初の漫画化作品で、『暗黒竜』のゲーム開始前から『暗黒竜』のエンディングまで描いている。『暗黒竜』時代より連載されていたFE漫画の長編3作（佐野&わたなべ版、箱田版）の中で唯一完結した作品でもある。
1991年8月23日発売の『ファミリーコンピュータMagazine』18号から連載を開始し、1992年3月5日発売の同誌1992年6号を以って連載を終了した。
1992年6月20日に、『コミックマスターEX』 Vol.1において、「グルニア異聞」を発表。1993年4月3日にJICC出版局から、これらの作品を纏めた単行本が発行された。1994年の『ファイアーエムブレム 紋章の謎』の発売前に連載が終了しているため、作中の設定は『暗黒竜』に準じている。ゲーム雑誌での連載だった上に、各1話につき、表紙合わせて16ページしかなかったため、著者独自のオリジナル要素も含まれていたり、削除された要素も存在する。
作品を描く事になったのは、著者の推測で、徳間書店インターメディア・黒井に作品の「ファイアーエムブレムにハマっています！」と言う年賀状を送ったのが切っ掛けであるという。作品の出版社が異なっているが、この経緯に関しては、単行本の後書きで『ファミマガ』の連載後に『コミックマスター』から依頼があったという記述がある程度で、あとは徳間書店インターメディア・黒井、ホビージャパン・金子、JICC出版局の井上らに対して感謝の言葉を述べている。この作品を執筆するにあたり、「FEコミカライズ作品を描かせていただきます」と恐れ多い心境であったり、「FEのイメージを損なわないように」と言うプレッシャーはあったが、「大好きな作品だったので燃えた」と語っている。ミシェイルは「『暗黒竜』ではボスキャラクターであるが、今作品のストーリーを製作するにあたって、バックボーンを辿って行くと創作意欲が湧くキャラクターだったのでアレンジを入れたキャラクターだった」と語っている。
帯宣伝のキャッチコピーは「蹂躙された祖国を巡って 若き王子の冒険が始まる」。

## 各話あらすじ
ゲームの第1作「暗黒竜と光の剣」のストーリーを参照。
ゲーム題名は全て平仮名表記であるが、項目では漢字つきの記載でも可とする。
アカネイア大陸地図
作品中に出てくる用語を網羅。但し、オリジナルゲームと異なっていたり、漫画本編と異なっているものも存在している（後述）。事典の一部には描き下ろしのカラーイラストのキャラクターやアイテムが追加されている。
キャラクタ図鑑
ゲームに登場するユニットを『暗黒竜』の戦闘グラフィックで紹介。『暗黒竜』に登場する全ユニット紹介している為に「本編で登場しないユニットもいます」と言う注意文が追加されている。
キャラクタ紹介1
マルス、シーダ、タリス王、ジェイガン、カイン、アベル、ドーガ、ゴードン、ニーナ、ハーディン、マリク、モロドフ伯爵、ガザックまで紹介。
第一章：暗黒竜の復活（1991年、ファミリーコンピュータMagazine 18号）
「マルスの旅立ち」に準じたストーリー。追加として、ゲームには無いアリティア城陥落のオリジナルストーリーも存在する。これは後に任天堂より発表された『BSファイアーエムブレム アカネイア戦記編』および『ファイアーエムブレム 新・暗黒竜と光の剣』の内容とは全く異なったものである。
第二章：覇者の証（1991年、ファミリーコンピュータMagazine 20号）
「オレルアンの騎士達」「ファイアーエムブレム」「レフガンディの罠」に準じたストーリー。
キャラクタ紹介2
ミネルバ、マリア、ハーマイン、オグマ、パオラ、カチュア、エスト、ガーネフ、モーゼス、リンダまで紹介。
第三章：囚われの王女（1991年、ファミリーコンピュータMagazine 22号）
「プリンセス・ミネルバ」に準じたストーリー。
第四章：祖国アリティア（1991年、ファミリーコンピュータMagazine 24号）
「スターロード・マルス」に準じたストーリー。
キャラクタ紹介3
ガトー、ミシェイル、チキまで紹介。
第五章：宝珠の守護者（1992年、ファミリーコンピュータMagazine 1、2合併号）
「マムクート プリンセス」に準じたストーリー。
第六章：兄妹の悲哀（1992年、ファミリーコンピュータMagazine 4号）
「天空を駆ける騎士」に準じている。マケドニア王国の王子・ミシェイルが飛竜に騎乗していないオリジナル要素がある。
キャラクタ紹介4
メディウス、エリス、カミュまで紹介。
第七章：再会、そして…（1992年、ファミリーコンピュータMagazine 6号）
「悪の司祭ガーネフ」に準じている。
第八章：神剣（ファルシオン）よ永遠に（1992年、ファミリーコンピュータMagazine 8号）
「マムクートの王国」「選ばれし者達」に準じている。但し、内容は両ストーリーが交互に織りなす構成となっている。
第九章：グルニア城異聞 （1992年6月18日発行、コミックマスター EX 1）
『ファミマガ』連載で収録されなかった「ブラックナイツ カミュ」に準じたストーリー。この作品の主人公は、アカネイア王国の王女・ニーナになっている。
後書き「あとがき これもすべてはリンダちゃんの愛 島田ひろかず」

## 登場人物
作品自体は『暗黒竜』に準じているものの、筆者によるオリジナル要素も存在する。『紋章の謎』から追加された要素は特筆すべき点のみ記載し、それ以降のリメイク作品からの追加された要素は一切記載しない。
容姿はアレンジが入っているが、殆どがギリシャ・ローマ神話風の『暗黒竜』に準じている。
キャラクター項目の最初の文章の肩書きは単行本内にある、キャラクタ紹介のものを記載している。

### アリティア王国
マルス
アリティア王国の王子。第1章から第8章までの主人公。第9章でも登場する。左右両手利き。優しい性格であるが、アリティア陥落時に父親が死亡した時に仇を取ると言う行動に走るほど血の気が多く、アリティア城の別の入り口から内部へ入る際に1人で行動を志願したため、カインを焦らせたこともある。軍議に参加する事もあるが、アリティア城攻略前には、かつて自分が住んでいた城だった事から、城内の長所・短所が解ってしまい、苦笑いをする一面もある。判断も早く、タリス城奇襲時にはマルスの即決でタリスやマケドニア王国王女・マリア救出の為にディールの城砦に向かったほど。タリス王国に落ち延びた時には、自分をアリティア城から脱出させてくれた、姉である王女・エリスの無事を考えてばかりいたが、ある人物が死亡した時にその人物の事を思うようになるが、それでもある人物の命と引き換えに得た神剣ファルシオンを持ち、メディウスに立ち向かって歩いていく。この作品では剣以外にも、ある物を壊す為に弓を使用する事もある。第9章では、ニーナの懇願からカミュに会いに護衛と共に説得しに行く。アリティア城陥落時の年齢は14歳。16歳でタリスから進軍した。
エリス
アリティア王国の王女。第1章から登場。アリティア陥落の際、アリティア王国再建の為、エリスがマルスをワープの魔法を使って脱出させている。これは後日発売した『OVA版紋章』と一致している。優しい性格の持ち主であるが、司祭・ガーネフがアリティア軍に追い詰められた時は高笑いをしたり、ガーネフがリンダの使うスターライトの魔法の盾にエリスを出した時に「躊躇わず戦いなさい！」と毅然とした態度を取るといった一面もある。他のアリティア王族が殺害されていながら、エリスだけが幽閉された理由は「エリスが使える魔法を利用したいという事、そしてそれを敵に使われたくないという事、がその理由らしい」。復活の杖・オームの使い手であり、ある人物がエリスの盾になって死亡した時に、オームの杖の秘儀を発動するための神殿に、大賢者・ガトーと共に戦場に赴く。服装は『暗黒竜』ではミニスカートであったが、この作品ではロングスカートにアレンジされている。髪型も初期はヘアーバンドのロングヘアーであったが、途中からロングヘアーのポニーテールに変更している。
アンリ
アリティア王国初代国王。通称、英雄・アンリ。第1章に登場。ファルシオンでメディウスに立ち向かった。この作品では全身画で顔は描かれていない。単行本「ファイアーエムブレム用語事典」に、アンリの描き下ろしイラストが追加されている。このイラストではセミロングで金髪、マルスと比べて若干年齢が高い感じに描かれている。
コーネリアス
アリティア王国国王。第1章に「父上」と言う台詞だけの登場で、既にグラ王国の裏切りに遭って死亡している。本編に絵が存在しない為に、単行本に追加されたキャラクタ紹介には掲載されていない。 王妃は作品中では存在しない。
モロドフ
マルスの教育係。第1話から登場。軍議の相談役で登場する。
ジェイガン
アリティア宮廷騎士団隊長でもあり、マルスの守役。第1話から登場。アリティア陥落時にはマルスを諌めたりするなど、軍議の相談役的な役割である。
アベル
速さの「黒豹」の異名を持つ若き騎士。第1章から登場。『暗黒竜』では出っ歯と言う顔立ちであったが、この作品では出っ歯自体が描かれていない。
カイン
力の「猛牛」の異名を持つ若き騎士。
ゴードン
アリティアの弓の使い手。
ドーガ
アリティアの重奏装歩兵。第1章から登場しているのだが、顔出し登場は第1章の表紙だけで、本編での登場では、兜を被ってタリス城に赴いている。

### タリス王国
シーダ
タリス王国の王女。タリス一のペガサス乗りでもある。第1章から登場。ガルダの海賊のタリス城奇襲時には脱出し、マルス達に助けを求める。アリティア軍への参加は父親に内緒にしており、マルスの後を追って合流した。台詞では「前線で戦っている」と言っているが、作品内では「偵察」「輸送」「ニーナの護衛」と、戦っていない表現が多い。語尾にハートマークが付いた言葉使いをしていたり、シスターらしき女性が水をマルスに運ぶ時に持っていた水差しを奪ってマルスに会いに行くなど楽天的な性格ではあるが、エリスばかり思うマルスに溜息をついたり、スターライトを食らったガーネフが道連れにエリスを魔法で殺害しようとした時、マルスを悲しませない為に自ら盾となって死亡している。死亡後はエリスのオームの杖の秘儀で復活させようとしたが、シーダは自ら拒絶し、「マルスがメディウスと戦っているが、封印方法が解らない」とエリスに語りかけている。大司祭・ガトーの助言からマルスに封印方法を語った後、メディウス撃破後に復活している。
タリス王
タリス王国国王。第1章に登場。ガルダの海賊制圧後は、マルスにドルーアを憎む人達を集めて戦う事を進言している。

### オレルアン王国
ハーディン
オレルアン王国の隊長。第2話に登場する。複数の敵を1人で薙ぎ倒す騎士。その強さは、シーダがアリティア軍合流の連絡後に預かっていた銀の剣を渡された直後、それを見た敵兵が逃げるほどであった。第9章ではニーナがオレルアン王国に逃れる前に黒騎士団にいた事を知っていた為に、ニーナとカミュは面識があるのではないか、との推測をしている。

### アカネイア王国
ニーナ
アカネイア王国の王女。第2章から登場。第9章では主人公である。『暗黒竜』同様にマルスに手箱からアカネイアの王家の代理として、覇者の証・ファイアーエムブレムを託す。マケドニアの王女・ミネルバとの面識もあり、カチュアからのマリア救出の依頼で「ミネルバは卑怯な人間では無い」と助言している。3大司祭・ガトー、ガーネフ、ミロアとその娘であるリンダの事も知っている。淑やかで王族らしい性格であるが、グルニア王国のカミュに対しては、以前ドルーア帝国に囚われた時に救出をされた縁で、グルニア王国、もといカミュとの交戦を避け、彼を味方としてアリティア軍に引き入れることを強く希望している。この彼女の希望を受けて、マルスがカミュを説得しに行く事になる。この際、ニーナ自身も共に行きたいと頼むも拒否された。しかし、後にシーダの護衛込みで対面する事となった。グルニア王国陥落時には、「こんな戦いが無ければカミュに会う事もなかった」と言う言葉と共に悲しみの表情を浮かべている。数年後に「カミュ将軍に似た人物を見つけた」との情報が入るも、官僚には「記録には残さないで削除しなさい」と毅然とした態度を取った。第9章では部屋に居る時と過去にドルーア帝国に囚われた時、髪を下ろしたロングヘアーのままの姿で登場する。
リンダ
大司祭・ミロアの娘。第3章から登場する。『暗黒竜』では奴隷商人に奴隷として売られている所から登場しているが、この作品での登場は、「広い廃墟で食料探しをしている所をマルスに見つけられる」と言うものである。父である大司祭・ミロアと共にガーネフと戦っていたが、ミロアは自分の命と引き換えにリンダを逃がしている。しかしそれがリンダにとっては苦艱する原因になり、「自分が未熟だから父を死なせた」「負けて死ぬのが怖い」「魔法を使って失敗したら…」と言う後ろめたい気持ちが目立っていた。しかしドラゴンナイトの奇襲でマルスが負傷した後、アリティア城へマルスが単独で地下通路から行こうとした時に「自分の為に犠牲になるのは嫌だから」と言う理由で同行する事になった。アリティア城内に入った後、現在の主であるドルーア帝国・モーゼスに立ち向かい、オーラの魔法を放って撃破している。この直後、リンダの身体を借りてある人物が話しかけて来た。テーベの神殿でマルスが大司祭・ガトーから授けられたスターライトを渡されて、魔法を使おうとしたものの、ある人物が盾になってしまっているため躊躇ってしまう。しかし、マルスが「その人物が言い出したら聞かないから使ってくれ」と頼み、この直後にガーネフを撃破している。
ミロア
伝説の大司祭の1人。第4章に登場するが、既にガーネフに殺害されているため、後姿だけの登場である。ガーネフから受け継いだオーラを取られない為にリンダを逃がしている。単行本「ファイアーエムブレム用語事典」に描き下ろしたミロアのイラストが追加されている。このイラストではおでこを出したセミロングの茶髪、口髭、顎鬚がある中年の男性として描かれている。

### マケドニア王国
ミネルバ
旧マケドニア王国の王女。第3章から登場。原作の『暗黒竜』同様、妹・マリアを人質に取られて、やむなくドルーア軍に参戦している。ハーマイン将軍の監視下で苛立っていたが、パオラからアリティア軍の話を聞き、カチュアに頼んで「これ以上の流血は望まない」との理由でマリア救出の依頼をし、マリア救出後にアリティア軍に加入している。父を殺した上にマリアを人質として差し出した兄・ミシェイル、そして兄を唆したガーネフとメディウスを憎んでいる。マケドニア王国に入った時、マルスが姉妹の参戦は避けようとしたが、ミネルバ自身が「貴方は御自分の父上の仇を討った。私にもその機会を与えて欲しい」と志願する。ミシェイル自ら、アリティア軍内にマルス暗殺の為に忍んで来た為に、兄妹同士で剣を交える事になった。ミネルバの形勢が悪化し始めた時に、マリアがミシェイルを抑えたおかげで撃破する事に成功している。しかしながらミシェイル撃破後に、兄を撃破した事に対する彼女の苦艱の表情や考えが描かれていた。
ミシェイル
旧マケドニア王国王子で、ミネルバ、マリアの兄。第6章に登場。妹・ミネルバからはガーネフ、メディウスのおかげで温厚だったミシェイルが父や多くの者を死に至らしめた罪の大きさに憎んでいる人物、マリアからは愚かな行動をしている人物と言われている。誰かを殺害する時には自ら出向く傾向があり、マケドニア国内に入ったアリティア軍にミシェイル自ら徒歩でマルスのいる天幕まで行き、暗殺を謀ろうとしたが、ミネルバとマリアに阻止され、逆に返り討ちに遭っている。ミネルバとミシェイルの剣を交えた話は、後に発売された『紋章の謎』の「英雄戦争編」でそれに近いエピソードとして存在している。
マリア
旧マケドニア王国の王女で、ミシェイル、ミネルバの妹。第3章から登場。『暗黒竜』同様、ディールの要塞に囚われている。明るい性格であるが、ガーネフとの対面時には怒りの言葉を発した上に、ミネルバが人質になった自分の為に戦場で戦っている話を聞いた時に消沈している。要塞からの解放後、ミネルバの反対を押し切ってマルスの役に立つ為に参戦。マルスとリンダが一緒に歩いている時に、怖い顔でやきもちを焼く一面を持つ。
マケドニア王国国王
マケドニアの国王。ミシェイル、ミネルバ、マリアの父。この作品では『紋章の謎』と同様、ミシェイルの手で殺害されている。本編に絵が存在しない為に、単行本に追加されたキャラクタ紹介には掲載されていない。
パオラ
マケドニア白騎士団に所属する3姉妹の長女。第2章に登場。レフガンディの砦では、ミネルバに「何時までこんな戦いをしているのか」と尋ねている。髪型は『暗黒竜』の姫カットに近い髪型である。
カチュア
マケドニア白騎士団に所属する3姉妹の次女。第2章から登場。ミネルバの頼みにより、アリティア軍にミネルバ救出の依頼をしている。マケドニア王国に入った時には、マルスがこの国での戦いにミネルバとマリアは外すという話を立ち聞きしてしまった。
エスト
マケドニア白騎士団に所属する3姉妹の3女。第2章に登場。髪型は『暗黒竜』のボブカットに近い髪型である。

### カダイン
マリク
アリティアの魔道士で、マルスの幼馴染。第2章から登場。オレルアン王国の隊長・ハーディンとの合流前に後ろからマルスを攻撃しようとする兵士を魔法・エクスカリバーで撃破した直後に登場する。カダインの修行中に戦が始まったため、マルスを探していた。リンダとの交流時に魔道書を読むほどの勉強家で、同じ魔道士であるリンダがマリクに戦う理由を聞いた時「アリティアを取り戻す」「マルス様をお助けする」「メディウスを倒す」の3点と、魔道士が希少なので頼りにされている事を語っている。星と光のオーブについての伝承もそれなりに理解している。その反面、ディールの城砦の狭い場所で風の魔法・エクスカリバーを使用した際、マルスが吹っ飛んでしまったと言う軽いミスを起こしている。

### グルニア王国
カミュ
グルニア黒騎士団を率いる旧グルニア王国の将軍。第9章に登場。アカネイア王国を始めとした多数の国を撃破するほどの名将。グルニア王国との戦いの前に、ニーナの強い要望からカミュを説得する為に、夜になってマルスがグルニアの北にある居留地に赴き「貴方とは戦いたくない」と頼むも応じず、カミュとの一戦を交えてしまう。途中で護衛のシーダと共にお忍びでやってきたニーナが2人を止めた時、カミュは「貴方とお会いできた事に神に感謝にしなければ」と言うと同時にニーナの左腕を掴んでしまっている。更にニーナが再度説得した時、彼女は「同盟軍に加入して欲しい」「同盟軍の為ではなく私の為に！」と強く切望していたが、「例えどんな国でもわが祖国」である事と、「これ以上は言ってはいけない、貴方は一国を担う王女だから」と断って去っている。グルニア王国制圧から数年後になって「カミュに似た人物が他国で見つかった」との報告がニーナのもとに届いているが、その人物がカミュと同一人物なのかどうかは解っていない。この作品では、カミュの髪型はセミロングに描かれている。

### ドルーア帝国
メディウス
ドルーア帝国を束ねる竜人族の王。第1章のアンリとの回想シーンからの登場。正式な登場は第8章から。100年前、アリティア地方出身の若者・アンリが苦心の末に手に入れた神剣・ファルシオンの力で打ち倒しているが、マルスの時代になって復活し、再度アカネイア大陸を恐怖に陥れている。マルスがドルーア城に入った時、客の為に趣向を凝らして迎える為にオーブの付いた杖状の物が置かれていたが、これがマルス1人だけ孤立させる罠であった。両者は対面直後に戦闘を開始し、途中、メディウスの配下がマルスを抑えてメディウスを助ける行動を取るが、配下の腕が原因不明の行動不能に陥り、その隙を突いたマルスが配下を撃破している。しかし、戦闘前にエリスから「神剣とはいえども、一撃ではメディウス撃破は出来ない。何処かに弱点がある」との会話があった事から、マルスはメディウスを封じる方法を探すものの、どうしても見つからなかった。しかし、弱点を知っている大司祭・ガトーと神剣・ファルシオンと引き換えに死亡したシーダの魂の伝言を受け、弱点である額に神剣を刺し、封印に成功した。しかし、メディウスは断末魔の際に「何時か必ず…！！」と言う言葉を残している。過去と本編では、人間タイプと竜タイプの両方で登場する。
ガーネフ
伝説の大司祭の1人。「闇の魔王」と言う異名も持つ人物。第3章からの登場。暗黒魔法・マフーの使い手。『暗黒竜』ではカダインからの登場であるが、この作品ではカダインの前にあるディールの砦内で幽閉されているマリアとの会話シーンからの登場になっている。このディールの砦でマルスと対面した時、「我が手中に姉・エリスとファルシオンがある」と言って立ち去っている。テーベの神殿に入った時、分身になったガーネフが出迎えているが、リンダの魔法・トロンで消滅させている。本物登場時にはエリスを盾にして「道連れにしてやる」と言う卑怯な手を使っていたが、エリスの「攻撃を躊躇っても、嬉しくない！」と言う言葉から、マルスはリンダにガーネフの持つ魔法・マフーの弱点である、魔法・スターライトの使用を許可、ガーネフを撃破した。ガーネフは倒れる前にエリスを殺害しようとしたが、ある人物がエリスの盾になってこれを防ぎ、死亡している。
ハーマイン
メディウス配下の将軍。『暗黒竜』同様のレフガンディ砦の主。第2章に登場。名前はキャラクタ紹介のみにしか記載されていない。ミネルバの監視役として登場しているが、ミネルバからは「メディウスの腰巾着」と陰口を叩かれている人物である。
モーゼス
アリティア城を守備する、メディウス配下の将軍。

### その他
ガザック
第1話に登場。『暗黒竜』同様のタリス城を襲った海賊のボスである。タリス城でマルスに撃破された。
チキ
神竜族の王女。第5章からの登場。「神竜族の王女」と紹介しているのは、キャラクタ紹介においてのみである。作品中では『暗黒竜』同様のラーマン寺院からの登場で、「宝珠を守護する恐ろしい女神」と言う存在であるが、「司祭・ガーネフによって操られている犠牲者」と言う設定になっている。ある人物から操られている石を壊された後に解放されたが、その後の行動はこれと言って描かれていない。この作品ではチキの血縁である神竜王・ナーガはキャラクタ紹介でのみの記述しかなされていない。
ガトー
伝説の大司祭の1人。人によっては「大賢者」とも呼ばれている人物。『暗黒竜』ではカダイン制圧後に魔道で話しかけているが、この作品ではアリティア城制圧後、リンダを媒体として話しかけている。この会話中、ミロアとガーネフが弟子である事、封印されし魔法・マフーを盗んでメディウスと手を組んだ事、神剣とマフーでメディウスを押さえ込み、その力で全世界制覇を目論むと言う野望を持っていると言う話までしている。この話を聞いたマルスの「そんな事には指をくわえて見ている気にもなりません！！」との答えを聞き、「そう答えると思ってマルスに話しかける気になった」と語っている。「大賢者」と言う異名通り、マルスにガーネフの持つ魔法・マフーに対抗出来る、スターライト・エクスプロージョンの魔法に必須な、星と光の宝珠（オーブ）の発見を依頼し、発見後に魔道書に変換したり、ガーネフの居る場所、テーベの居る場所を伝えたり、復活の杖・オームの秘術の場所を杖を使えるエリスと共に敵を魔法で薙ぎ倒して進んだり、マルスがメディウスの弱点が解らなくて苦戦している事を復活を拒否した霊魂のシーダが言って来た時、弱点の場所を知っていて教えるほどの博識でもある。
この他にも『暗黒竜』のゲームグラフィックや、「20th Anniversary ファイアーエムブレム大全」の『暗黒竜』の公式イラスト等に描かれているキャラクターと近い姿のキャラクターが数名いるが、名前が全く出てこない。

## その他の話題
- 単行本のみの収録したページでの誤字
  - ファイアーエムブレム用語事典[6]の「ファイアーエムブレム」の項目には「ファイアーエンブレム」という間違いが2箇所。単行本P148の『ファミマガ』掲載日時のページには「コミック版 ファイアーエンブレム 島田ひろかず 初出誌」と言う誤字が存在している。本編ではこの手の誤字は全く無い。
  - キャラクタ紹介[7]のモーゼスの紹介には、本来は「アリティア」であるが「アカネイア」と言う誤表記が2箇所も存在している。
- 作品の異なる「ファイアーエムブレム」のデザイン
  - 漫画本編ではヨーロッパ風の家、家系タイプの紋章[22]。ファイアーエムブレム用語事典[22]では裏表紙のデザインにも起用している、真ん中に黒地に炎の模様がついた鋼鉄タイプの盾に、柄の近くの刃が一部のみ左右対称にギザギザの剣が、盾の上に斜めに置かれているというデザインになっている。
- あとがき これもすべてはリンダちゃんの愛 島田ひろかず
  - この作品を執筆するにあたり、「FEコミカライズ作品を描かせていただきます」と恐れ多い心境であったり、「FEのイメージを損なわないように」と言うプレッシャーはあったが、「大好きな作品だったので燃えた」と語っている。また、「『暗黒竜』には女性キャラクターが多い為に、作品中でも女性キャラクターを活躍させてしまった」とも述べている。お気に入りキャラクターは、筆者のえこ贔屓込みでリンダ。他、カミュとミシェイルも気に入っている。特にミシェイルは、「『暗黒竜』ではボスキャラクターであるが、今作品のストーリーを製作するにあたって、バックボーンを辿って行くと創作意欲が湧くキャラクターだったのでアレンジを入れたキャラクターだった」と語っている。
- 任天堂公式ガイドブック ファイアーエムブレム紋章の謎「リンダには宿命性を感じます 島田ひろかず」
  - FEインタビューにおいて、島田は、「好きなキャラクターは宿命性のある、リンダ、チキ、ミネルバ。逆にシーダ[23]は無個性でたまたま戦闘に参加した感じである。」という事を語っている。

## 書籍情報
- 島田ひろかず『ファイアーエムブレム』 JICC出版局〈宝島コミックス〉、全1巻
  1. 1993年3月発行、ISBN 978-4-7966-0604-2